# NGC 2821
NGC 2821 је спирална галаксија у сазвежђу Компас која се налази на NGC листи објеката дубоког неба.
Деклинација објекта је - 26° 49' 0" а ректасцензија 9h 16m 47,8s. Привидна величина (магнитуда) објекта NGC 2821 износи 13,1 а фотографска магнитуда 13,9. Налази се на удаљености од 43,593 милиона парсека од Сунца. NGC 2821 је још познат и под ознакама ESO 497-34, MCG -4-22-7, IRAS 09145-2636, PGC 26192.